# Metro de Copenhaguen
El metro de Copenhaguen és un sistema de ferrocarril metropolità de l'àrea urbana de Copenhaguen, a Dinamarca. La xarxa està formada per tres línies en servei i una quarta que s'obrirà a finals de 2020. Es tracta d'un metro amb conducció automàtica a totes les línies.
Juntament amb la xarxa d'S-tog, trens regionals, trens locals i el futur tramvia (en danès: Letbane), forma part de la xarxa ferroviària de la Hovedstaden.

## Història

### Línies M1 i M2
La idea de construir un metro va relacionada amb el desenvolupament de la zona d'Ørestad, a l'illa d'Amager. El primer estudi va ser aprovat pel Folketing el 1992. El 1994 es va decidir que el metro també arribaria a Vanløse (a l'oest) i a l'aeroport (al sud-est).
A l'octubre de 1996 es va signar un contracte amb la constructora COMET per desenvolupar l'obra civil i amb Ansaldo STS per la construcció del material mòbil i l'equip tecnològic i també per l'operació del metro els primers 5 anys. Les primeres obres van començar el mes de novembre de 1996. L'estiu següent va començar la construcció de les cotxeres i la perforació dels túnels. El 1998 es va clausurar part de la línia F d'S-tog, entre Frederiksberg i Fasanvej, ja que aquest tram quedaria substituit pel metro. La resta de la línia F (fins a Vanløse es va clausurar l'1 de gener del 2000. El març de 2001 va començar la construcció del lot 3 (línia a l'aeroport) i al novembre els túnels del lot 1 i del lot 2 van ser connectats prop de Nørreport.
El 19 d'octubre de 2002 va entrar en servei comercial el tram entre Nørreport, Lergravsparken i Vestamager.
La inauguració oficial del metro es va produir el 29 de maig de 2003, coincidint amb la posada en servei del tram entre Nørreport i Frederiksberg. A l'octubre es va obrir el tram entre Frederiksberg i Vanløse, tot i que sense l'estació Flinthom, que es va obrir el gener de 2004.
L'extensió de la línia M2 fins l'aeroport no va ser fins al setembre de 2007. El 2009, el metro va començar a operar 24/7 (fins llavors hi havia servei continu des de dijous fins dissabte).

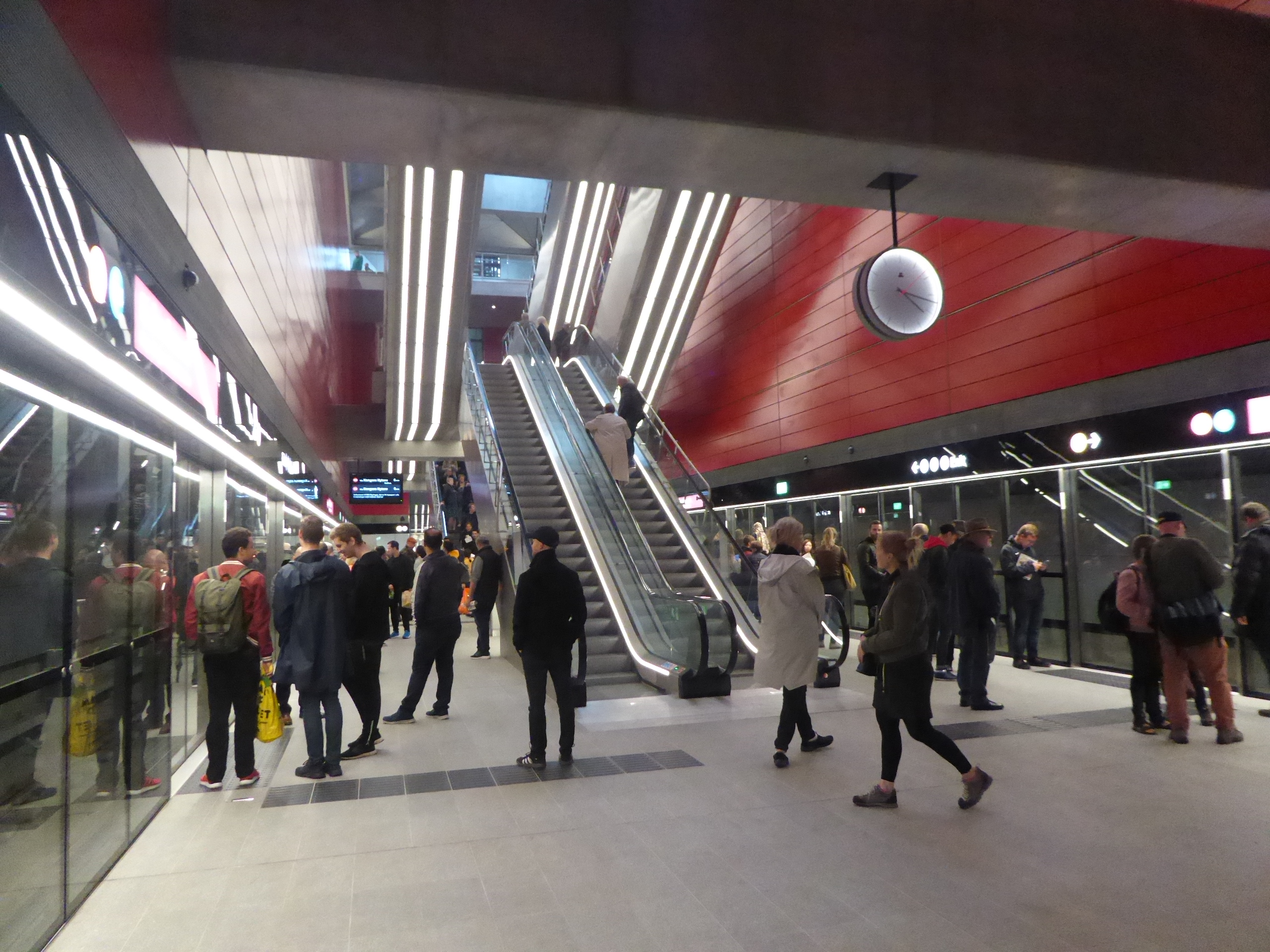
Estació København H (estació central) de la línia M3

### Cityringen
L'any 2000 es va proposar una nova línia de metro que connectés els principals punts de la ciutat: l'estació central, la plaça Kongens Nytorv, l'estació d'Østerport, el barri de Nørrebro i Frederiksberg. El traçat definitiu es va aprovar el 2005. El 2007 van començar els estudis geològics i el 2011 es van signar els contractes de construcció de la línia.
El 29 de setembre de 2019 es va obrir completament la línia circular M3, tot i que durant el mes de gener de 2020 es va haver de tancar per poder dur a terme obres i tests de la part septentrional de la línia M4, prevista per finals d'any. La part sud de la línia M4 està prevista pel 2024.

## Línies

### Xarxa actual

Esquema de línies actual

La xarxa té 39 km i 37 estacions i està formada per tres línies. Les dues línies més antigues (M1 i M2) comparteixen un tram comú al centre de la ciutat i se separen a Amager, on una circula per l'oest de l'illa i l'altra per l'est fins l'aeroport. La línia M3, dins del projecte del Cityringen, forma un recorregut circular pels municipis de Copenhaguen i Frederiksberg.
Les línies actuals són:
| Línia | Recorregut                  | Obertura | Longitud | Estacions |
| ----- | --------------------------- | -------- | -------- | --------- |
|       | Vanløse – Vestamager        | 2002     | 13,7 km  | 15        |
|       | Vanløse – Lufthavnen        | 2002     | 14,2 km  | 16        |
|       | Línia circular (Cityringen) | 2019     | 15,5 km  | 17        |

Totes les línies tenen un ample de via internacional (1.435 mm), electrificació a 750 V en corrent continu per tercer carril amb contacte inferior. La circulació es fa per la dreta.

### Ampliacions
Actualment està prevista la construcció de la línia M4, que consisteix en dos ramals que surten del Cityringen, per on actualment hi circula la M3. El ramal nord, que s'obrirà a finals del 2020, sortirà de l'estació d'Østerport i es dirigirà a Nordhavn i Orientkaj. El ramal sud, amb obertura prevista per d'aquí uns anys, sortirà de l'estació central i es dirigirà cap a la zona de Sydhavn, fins a Ny Ellebjerg, on tindrà correspondència amb l'S-tog i trens regionals.

## Servei
L'operador és Metroselskabet, que és propietat dels municipis de Copenhaguen, Frederiksberg i del ministeri de Transport danès.
La xarxa de metro funciona ininterrompudament les 24 hores del dia. La freqüència de pas dels trens varia al llarg del dia:
| Franja horària               | Tram comú | Ramals |                     |
| ---------------------------- | --------- | ------ | ------------------- |
| Hores punta                  | 2:00      | 4:00   | 3:00                |
| Resta del dia                | 3:00      | 6:00   | 4:00–5:00           |
| Nits de divendres i dissabte | 7:30      | 15:00  | 12:00               |
| Resta de nits                | 20:00     | 20:00  | 6:00 (en un sentit) |

L'any 2018 el metro va ser utilitzat per 64,7 milions de viatgers. L'any 2019, després de la inauguració de la línia M3, el nombre va pujar a 78,8 milions.

## Estacions

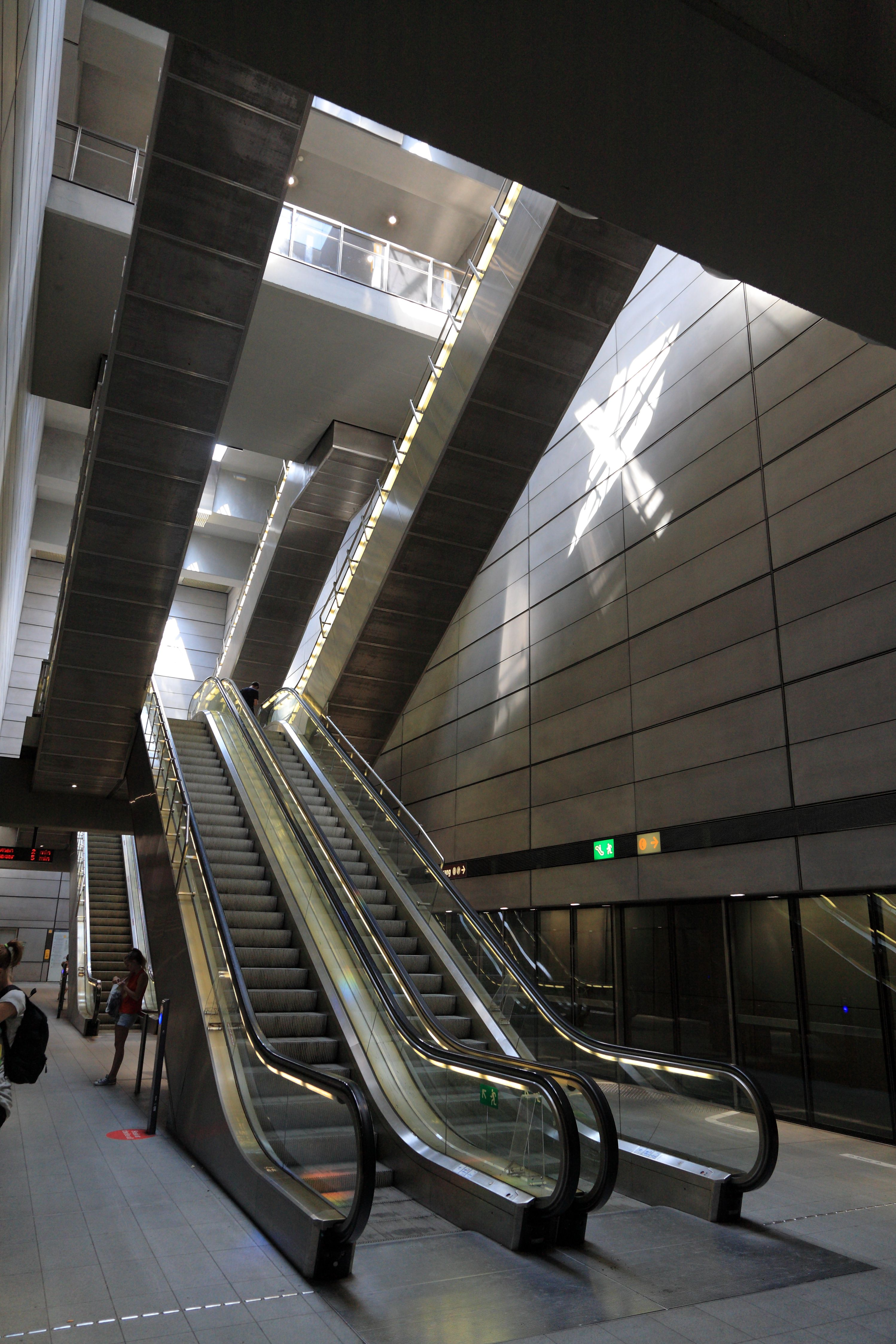
Estació de Forum

Hi ha 37 estacions, dues de les quals són de correspondència entre línies de metro (Frederiksberg i Kongens Nytorv) i sis més amb correspondència amb altres mitjans ferroviaris: København H, Nørreport, Østerport, Lufthavnen, Ørestad i Nørrebro. A finals de 2020, quan entri en funcionament el ramal de la M4, l'estació de Nordhavn també serà de correspondència amb l'S-tog.
De les estacions inicials de les línies M1 i M2, 9 estacions eren subterrànies. Aquestes estacions disposen de lluernes que permeten l'entrada de llum natural de dia. D'aquestes 9 estacions subterrànies, 6 estaven construïdes a 20 metres de profunditat. L'amplària de les estacions (comptant andanes i vies) és de 20 metres. Aquestes estacions profundes van ser construïdes amb el mètode cut-and-cover. Aquestes estacions disposen d'escales automàtiques.
Les estacions elevades estan construïdes amb formigó, acer i vidre, per reduir l'impacte visual. Fora les estacions hi ha aparcaments per bicicletes, cotxes, autobusos i taxis. Excepte les estacions de Lufthavnen i Ørestad, la resta no disposen d'escales automàtiques.
Totes els estacions de la línia M3 són subterrànies i disposen d'escales automàtiques.
Totes les estacions de la xarxa estan equipades amb ascensor, màquines de venda de bitllets, pantalles LCD amb indicador de destinació dels pròxims trens, sistema de megafonia i portes d'andana. Inicialment les estacions no-subterrànies no disposaven de portes d'andana.

## Material mòbil

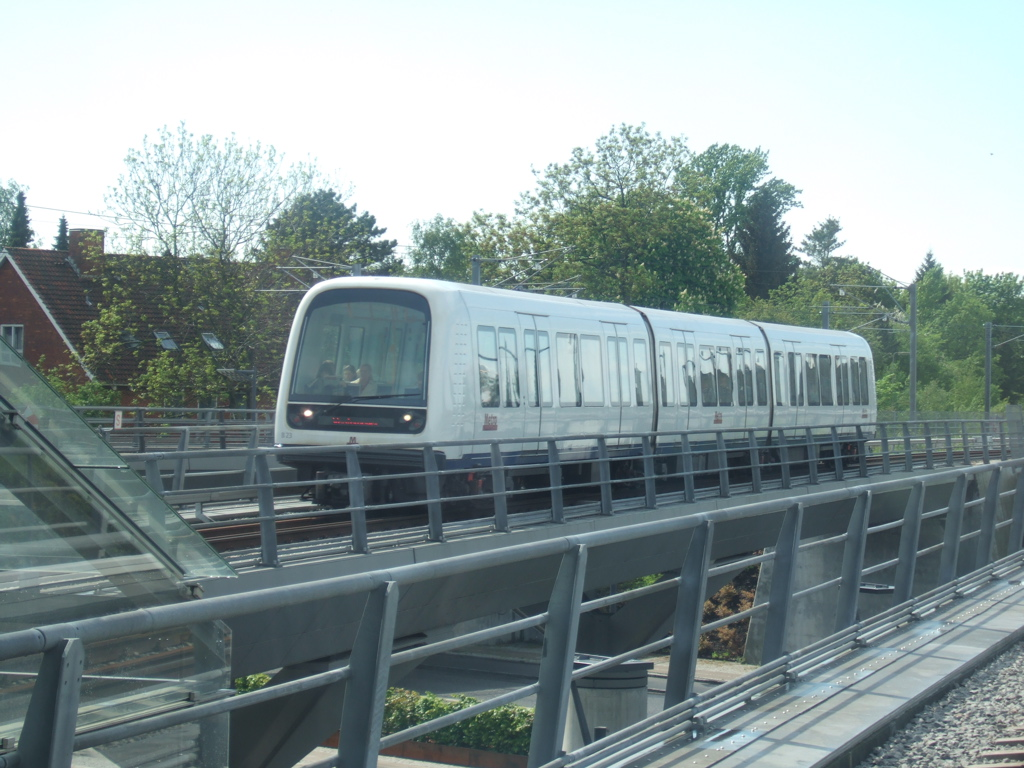
Comboi del metro de Copenhaguen

El material mòbil utilitzat a totes les línies de metro va ser construït per AnsaldoBreda. El model de metro és original de Copenhaguen, però el metro de Brescia i la línia 5 del metro de Milà utilitzen el mateix model.
Actualment hi ha 64 unitats elèctriques múltiples de 39 m de llarg, 2,65 m d'ample i 52 tones de pes. Cada unitat està formada per tres cotxes, amb un total de 6 portes d'1,6 m d'ample per costat. La capacitat és de 96 persones assegudes i 204 dempeus. Hi ha quatre espais amb seients plegables als combois de les línies M1 i M2 (just al costat dels anells intecomunicadors).
Cada cotxe està equipat amb dos motors d'inducció trifàsics de 105 kW. Prenen la tensió per un tercer carril a 750 V en corrent continu. La velocitat màxima és de 80 km/h, però la velocitat comercial és de 40 km/h, amb una acceleració màxima d'1,3 m/s². L'ample de via és de 1.435 mm.